# 니시구 (하마마쓰시)
니시구(일본어: 西区)는 시즈오카현에 존재했던 하마마쓰시를 구성하는 7개 행정구 중 하나이다. 구역은 하마마쓰시의 남서부로 하마나코 동안을 중심으로 하고 있다. 2024년 1월 1일에 구의 통합·재편이 이루어져 전역이 주오구로 이행함에 따라 소멸되었다.
여러 간선도로가 구내를 달리고 있어 도메이 고속도로 하마마쓰 서IC를 중심으로 시내의 유통의 하나의 거점이 되고 있다.

## 지리
니시 구의 면적은 85.49km로 7개의 행정구 안에서는 3번째로 큰 면적을 가지는 구이다. 하마마쓰 시 교외를 중심으로 하고 있기 때문에 전답이나 삼림도 많아 자연이 남아 있는 지역이기도 하다. 니시 구는 나카구, 기타구, 미나미구와 경계를 접하고 있다.

## 역사
- 1889년 4월 1일 - 후치 군 마이사카 정이 성립하였다.
- 1896년 4월 1일 - 후치 군이 폐지되어 하마나 군 마이사카 정이 되었다.
- 1925년 2월 11일 - 하마나 군 유토 정이 성립하였다.
- 1949년 8월 1일 - 하마나 군 이리노 촌의 일부를 하마마쓰 시에 편입하였다.
- 1961년 6월 20일 - 하마나 군 시노하라 촌을 하마마쓰 시에 편입하였다.
- 2005년 7월 1일 - 하마나 군 유토 정, 마이사카 정을 하마마쓰 시에 편입하였다.
- 2007년 4월 1일 - 하마마쓰 시의 정령지정도시 이행과 함께 니시 구가 성립하였다.

## 교통

### 철도
- 도카이 여객철도 도카이도 본선

### 도로
- 도메이 고속도로
- 국도 1호선
- 국도 257호선